# Аз-Захави, Джамиль Сидки
Джами́ль Сидки аз-Заха́ви (араб. جميل صدقي الزهاوي‎; 18 июня 1863, Багдад, совр. Ирак — 24 февраля 1936, там же) — видный иракский поэт, просветитель, философ. Считается одним из величайших современных поэтов арабского мира, был известен как защитник прав женщин.

## Биография
Аз-Захави родился в Багдаде. Его отец был родом из Иракского Курдистана и занимал должность муфтия Багдада. Мать туркменка. Он жил в Багдаде, Стамбуле, Каире и Иерусалиме.
Во время Османского правления был членом багдадского Совета по образованию, где он отстаивал право получения образования для женщин; редактором единственной газеты в Багдаде, аз-Завра; членом Верховного Суда в Йемене и Стамбуле; профессором Исламской философии в Королевском университете и профессором литературы в Колледже искусств в Стамбуле. Был одним из ведущих писателей в арабском мире. Публиковался в крупных газетах и журналах Бейрута, Каира и Багдада. Под влиянием учения бахаизма с 1896 вёл в египетской периодике кампанию по распространению изобретённой им «универсальной для всех народов» письменности, призванной объединить человечество.
После обретения независимости Ираком в 1921 году он дважды избирался в Парламент страны и один раз был членом верхней палаты.

## Труды
- «Доколе ты останешься беспечным?» (1898) — памфлета-обращения к султану Абдул-Хамиду II, в котором обвинял его в деспотизме;
- «Через тысячу лет» («Бада альф санатин», 1927) — поэма, в которой аз-Захави высказывал идеи мирового единства всех народов, торжества социальной гармонии и т. д.;
- «Революция в аду» («ас-Саурат фи-ль-джахим», 1929) — утопико-фантастическая поэме, показывающая абсурдность существующего миропорядка;
- сборники стихов «Золотые ожерелья» (1928), «Капли воды» (1934) и др.